# James H. Charlesworth

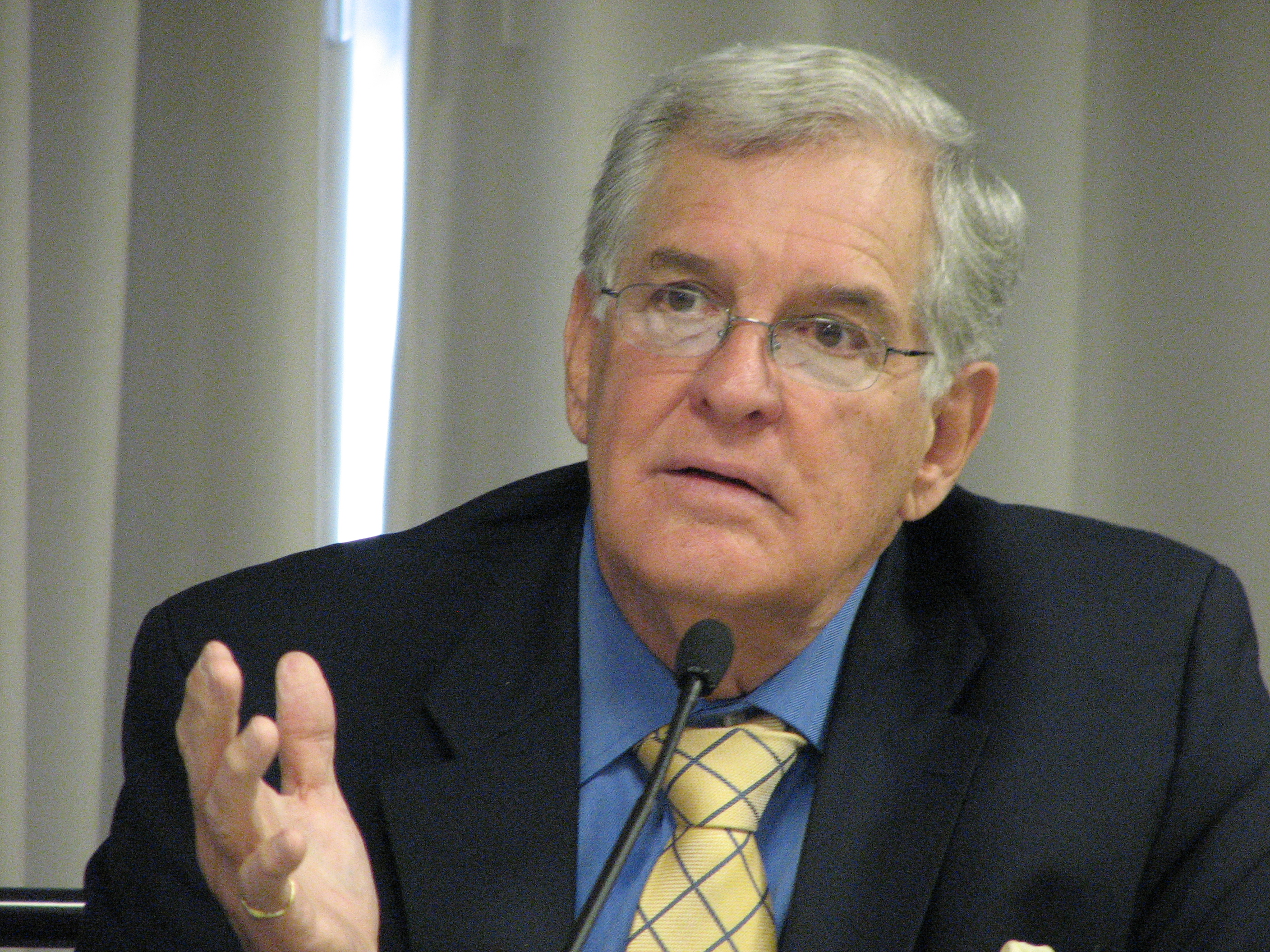
James H. Charlesworth

James Hamilton Charlesworth (* 30. Mai 1940) ist Professor für neutestamentliche Sprache und Literatur am Princeton Theological Seminary der Universität Princeton. Dort steht er unter anderem einem Projekt zur Erforschung der Schriftrollen vom Toten Meer (Dead Sea Scrolls Project) vor. Er ist bekannt für seine Erforschung apokrypher und pseudepigraphischer Schriften zum Alten und Neuen Testament und der Schriftrollen vom Toten Meer. Des Weiteren forscht er über Josephus, den historischen Jesus und das Johannesevangelium. 
Charlesworth ist einer der Gründer und langjähriges Mitglied des „Henoch-Seminars“ und Beirat des Henoch-Journals. Er hat über 60 Bücher herausgegeben oder verfasst.
2001 war er einer der Interviewpartner in der prämierten BBC-Dokumentarreihe Son of God („Der Sohn Gottes“), die dem Leben Jesu gewidmet war und darstellen wollte, was nach heutigem Wissensstand über ihn zu sagen ist.
Charlesworth ist ordinierter Geistlicher der Methodistischen Kirche.

## Publikationen
Als Autor:
- Jesus within Judaism: New Light from Exciting Archaeological Discoveries, Doubleday: New York 1988, ISBN 0-385-23610-7.
- The Old Testament Pseudepigrapha and the New Testament: Prolegomena for the Study of Christian Origins, Cambridge University Press: Cambridge 1985.
- The Good and Evil Serpent: How a Universal Symbol Became Christianized (The Anchor Yale Bible Reference Library), Yale University Press: New Haven 2010, ISBN 0-300-14082-7.

Als Herausgeber:
- The Old Testament Pseudepigrapha, 2 vols., Doubleday: New York 1983–85.
- Jesus and the Dead Sea Scrolls, Doubleday: New York 1992.
- The Messiah: Developments in Earliest Judaism and Christianity, Minneapolis 1992.
- The Bible and the Dead Sea Scrolls, 3 vols., Baylor University Press: Waco (Texas) 2006.
- Jesus and Archaeology, Eerdmans: Grand Rapids 2006, ISBN 0-8028-4880-X.
- Origins Matter (CBAP Lectures 2009), Catholic Biblical Association of the Philippines: Quezon City 2009.